# Witowski (Adelsgeschlecht)

Wappen derer von Witowski.

Witowski ist der Name eines polnisch-deutschen Adelsgeschlechts, das mit Mikolaj Jastrzębiec z Witowa beginnt und zur Wappenfamilie Jastrzębiec gehört. 
Mikolai Jastrzębiec z Witowa legitimiert sich nach seiner Rückkehr vom Dritten  Kreuzzug (1188–1192) unter Kasimir II. (1177–1194) als lateinisch eques polonius (polnischer Ritter) und Herr auf Witów an der Weichsel, nordöstlich von Krakau. Er ist der Stammvater des Hauses Witow und war verheiratet mit Aleksandra des Wappens Russki. 

## Namensträger
- Andreas Iwan von Witowski (1770–1847)
- Michael von Witowski (1885–1945), Abtkoadjutor des Klosters Weingarten 1929–1933